# Championnats du monde juniors de patinage artistique 1995
Navigation
Édition précédente Édition suivante
Les Championnats du monde juniors de patinage artistique 1995 ont lieu du 21 au 27 novembre 1994 au Sportcsarnok de Budapest en Hongrie.

## Qualifications
Les patineurs sont éligibles à l'épreuve s'ils représentent une nation membre de l'Union internationale de patinage (International Skating Union en anglais) et s'ils ont moins de 19 ans avant le 1er juillet 1994, sauf pour les messieurs qui participent au patinage en couple et à la danse sur glace où l'âge maximum est de 21 ans. Les fédérations nationales sélectionnent leurs patineurs en fonction de leurs propres critères.
Sur la base des résultats des championnats du monde juniors 1994, l'Union internationale de patinage autorise chaque pays à avoir de une à trois inscriptions par discipline.
| Nombre d'inscriptions                                             | Messieurs               | Dames                             | Couples               | Danse sur glace       |
| ----------------------------------------------------------------- | ----------------------- | --------------------------------- | --------------------- | --------------------- |
| 3                                                                 | Japon Russie États-Unis | Hongrie Japon Russie États-Unis   | Canada Russie Ukraine | France Pologne Russie |
| 2                                                                 | Canada Chine Ukraine    | Allemagne Canada Pologne Tchéquie | France États-Unis     | Canada Italie Ukraine |
| Si non répertorié ci-dessus, une seule inscription est autorisée. |                         |                                   |                       |                       |

Pour la troisième année, l'Union internationale de patinage impose une ronde des qualifications pour les catégories individuelles masculine et féminine. Les qualifications sont divisées en deux groupes A et B. Pour ces mondiaux juniors 1995, les patineurs qui étaient parmi les 10 meilleurs des mondiaux juniors 1994 sont exemptés de cette ronde des qualifications. Ces dernières permettent uniquement aux autres patineurs de se qualifier pour les programmes courts ; les points obtenus lors des qualifications ne comptent pas pour le résultat final.

## Podiums
| Épreuves                            | Or                                 | Argent                             | Bronze                             |
| ----------------------------------- | ---------------------------------- | ---------------------------------- | ---------------------------------- |
| Messieurs résultats détaillés       | Ilia Kulik                         | Thierry Cérez                      | Seiichi Suzuki                     |
| Dames résultats détaillés           | Irina Sloutskaïa                   | Elena Ivanova                      | Krisztina Czakó                    |
| Couples résultats détaillés         | Maria Petrova / Anton Sikharulidze | Danielle Hartsell / Steve Hartsell | Evgenia Filonenko / Igor Marchenko |
| Danse sur glace résultats détaillés | Olga Sharutenko / Dmitri Naumkin   | Stéphanie Guardia / Franck Laporte | Iwona Filipowicz / Michał Szumski  |

## Tableau des médailles
| Rang  | Nation     | Or | Argent | Bronze | Total |
| ----- | ---------- | -- | ------ | ------ | ----- |
| 1     | Russie     | 4  | 1      | 0      | 5     |
| 2     | France     | 0  | 2      | 0      | 2     |
| 3     | États-Unis | 0  | 1      | 0      | 1     |
| 4     | Hongrie    | 0  | 0      | 1      | 1     |
| 4     | Japon      | 0  | 0      | 1      | 1     |
| 4     | Pologne    | 0  | 0      | 1      | 1     |
| 4     | Ukraine    | 0  | 0      | 1      | 1     |
| Total | Total      | 4  | 4      | 4      | 12    |

## Détails des compétitions
Pour la saison 1994/1995, les calculs des points se font selon la méthode suivante :
- chez les Messieurs, les Dames et les Couples artistiques (0.5 point par place pour le programme court, 1 point par place pour le programme libre)
- en danse sur glace (0.4 point par place pour les deux danses imposées, 0.6 point par place pour la danse originale, 1 point par place pour la danse libre)

### Messieurs
| Rang                                        | Nom                  | Nation         | Qualif. A | Qualif. B | Points | Prog. court | Prog. libre |
| ------------------------------------------- | -------------------- | -------------- | --------- | --------- | ------ | ----------- | ----------- |
| 1                                           | Ilia Kulik           | Russie         | 1         |           | 1.5    | 1           | 1           |
| 2                                           | Thierry Cérez        | France         | 2         |           | 3.0    | 2           | 2           |
| 3                                           | Seiichi Suzuki       | Japon          | 5         |           | 5.0    | 4           | 3           |
| 4                                           | Xia Li               | Chine          |           |           | 7.0    | 6           | 4           |
| 5                                           | Yevgeny Martynov     | Ukraine        |           |           | 8.5    | 3           | 7           |
| 6                                           | Paolo Vaccari        | Canada         |           | 1         | 11.0   | 10          | 6           |
| 7                                           | Szabolcs Vidrai      | Hongrie        | 3         |           | 12.5   | 15          | 5           |
| 8                                           | Naoki Shigematsu     | Japon          |           |           | 12.5   | 7           | 9           |
| 9                                           | Jens ter Laak        | Allemagne      |           | 2         | 13.5   | 11          | 8           |
| 10                                          | Derrick Delmore      | États-Unis     | 4         |           | 14.0   | 8           | 10          |
| 11                                          | Takashi Yamamoto     | Japon          | 7         |           | 18.5   | 5           | 16          |
| 12                                          | Neil Wilson          | Royaume-Uni    | 6         |           | 20.0   | 18          | 11          |
| 13                                          | David D'Cruz         | Canada         | 10        |           | 20.0   | 12          | 14          |
| 14                                          | Timothy Goebel       | États-Unis     | 8         |           | 20.5   | 17          | 12          |
| 15                                          | Yaroslav Merkepel    | Ukraine        |           | 3         | 21.0   | 16          | 13          |
| 16                                          | Roman Serov          | Russie         |           | 4         | 21.5   | 9           | 17          |
| 17                                          | Yang Jiang           | Chine          |           | 5         | 25.0   | 14          | 18          |
| 18                                          | Patrick Meier        | Suisse         | 11        |           | 27.0   | 24          | 15          |
| 19                                          | Jan Čejvan           | Slovénie       |           | 10        | 27.5   | 13          | 21          |
| 20                                          | Petr Jaros           | Tchéquie       |           | 7         | 28.5   | 19          | 19          |
| 21                                          | Róbert Kažimír       | Slovaquie      |           | 9         | 31.5   | 23          | 20          |
| 22                                          | Florian Tuma         | Autriche       | 9         |           | 33.0   | 22          | 22          |
| 23                                          | Kfir Natan           | Israël         |           | 12        | 33.5   | 21          | 23          |
| 24                                          | Adam Zalegowski      | Pologne        | 12        |           | 34.0   | 20          | 24          |
| Patineurs éliminés après le programme court |                      |                |           |           |        |             |             |
| 25                                          | Veli-Pekka Riihinen  | Suède          |           | 6         |        | 25          | NC          |
| 26                                          | Edoardo De Bernardis | Italie         |           | 11        |        | 26          | NC          |
| 27                                          | Gheorghe Chiper      | Roumanie       |           | 8         |        | 27          | NC          |
| 28                                          | Robert Ward          | Afrique du Sud |           | 13        |        | 28          | NC          |
| 29                                          | Vakhtang Murvanidze  | Géorgie        | 13        |           |        | 29          | NC          |
| Patineurs éliminés après les qualifications |                      |                |           |           |        |             |             |
| 30                                          | Hristo Turlakov      | Bulgarie       | 14        |           |        | NC          | NC          |
| 30                                          | Evgeni Kapitulets    | Biélorussie    |           | 14        |        | NC          | NC          |
| 32                                          | Margus Hernits       | Estonie        | 15        |           |        | NC          | NC          |
| 32                                          | Pavel Kersha         | Kazakhstan     |           | 15        |        | NC          | NC          |
| 34                                          | Lee Kyu-hyun         | Corée du Sud   | 16        |           |        | NC          | NC          |
| 34                                          | Michael Amentas      | Australie      |           | 16        |        | NC          | NC          |
| 36                                          | Yeler Tekelioglu     | Turquie        | 17        |           |        | NC          | NC          |
| 36                                          | Miguel Alegre        | Espagne        |           | 17        |        | NC          | NC          |
| Forfait                                     | John Bevan           | États-Unis     |           |           |        | NC          | NC          |

### Dames
| Rang                                          | Nom                    | Nation         | Qualif. A | Qualif. B | Points | Prog. court | Prog. libre |
| --------------------------------------------- | ---------------------- | -------------- | --------- | --------- | ------ | ----------- | ----------- |
| 1                                             | Irina Sloutskaïa       | Russie         |           |           | 1.5    | 1           | 1           |
| 2                                             | Elena Ivanova          | Russie         | 1         |           | 5.0    | 2           | 4           |
| 3                                             | Krisztina Czakó        | Hongrie        |           |           | 5.5    | 5           | 3           |
| 4                                             | Tara Lipinski          | États-Unis     |           | 1         | 7.0    | 4           | 5           |
| 5                                             | Vanessa Gusmeroli      | France         | 5         |           | 8.5    | 3           | 7           |
| 6                                             | Lucinda Ruh            | Suisse         |           | 3         | 9.0    | 6           | 6           |
| 7                                             | Zuzanna Szwed          | Pologne        |           |           | 9.5    | 15          | 2           |
| 8                                             | Shizuka Arakawa        | Japon          | 3         |           | 11.5   | 7           | 8           |
| 9                                             | Maria Nikitochkina     | Biélorussie    |           | 5         | 13.0   | 8           | 9           |
| 10                                            | Yulia Lavrenchuk       | Ukraine        |           | 4         | 15.0   | 10          | 10          |
| 11                                            | Kateřina Beránková     | Tchéquie       |           | 2         | 17.0   | 12          | 11          |
| 12                                            | Jamie Salé             | Canada         |           | 9         | 19.5   | 9           | 15          |
| 13                                            | Alisa Drei             | Finlande       | 8         |           | 20.0   | 16          | 12          |
| 14                                            | Irena Zemanová         | Tchéquie       |           |           | 21.0   | 14          | 14          |
| 15                                            | Yulia Razorenova       | Russie         |           | 8         | 21.5   | 17          | 13          |
| 16                                            | Chrisha Gossard        | États-Unis     | 6         |           | 22.5   | 11          | 17          |
| 17                                            | Eva-Maria Fitze        | Allemagne      |           | 7         | 24.5   | 13          | 18          |
| 18                                            | Teresa Aiello          | États-Unis     | 4         |           | 25.0   | 18          | 16          |
| 19                                            | Joanne Carter          | Australie      |           | 11        | 29.5   |             |             |
| 20                                            | Rebecca Salisbury      | Canada         |           | 12        | 30.5   |             |             |
| 21                                            | Júlia Sebestyén        | Hongrie        | 2         |           |        |             |             |
| 22                                            | Yukiko Kawasaki        | Japon          |           | 10        |        |             |             |
| 23                                            | Veronika Dytrt         | Allemagne      | 9         |           |        |             |             |
| 24                                            | Julia Lautowa          | Autriche       | 11        |           |        |             |             |
| Patineuses éliminées après le programme court |                        |                |           |           |        |             |             |
| 25                                            | Vanessa Giunchi        | Italie         | 7         |           |        | 25          | NC          |
| 26                                            | Jenna Arrowsmith       | Royaume-Uni    | 13        |           |        | 26          | NC          |
| 27                                            | Sabina Wojtala         | Pologne        | 10        |           |        | 27          | NC          |
| 28                                            | Diána Póth             | Hongrie        |           | 6         |        | 28          | NC          |
| 29                                            | Sofia Penkova          | Bulgarie       | 12        |           |        | 29          | NC          |
| 30                                            | Tamara Panjkret        | Croatie        |           | 13        |        | 30          | NC          |
| Patineuses éliminées après les qualifications |                        |                |           |           |        |             |             |
| 31                                            | Shirene Human          | Afrique du Sud | 14        |           |        | NC          | NC          |
| 31                                            | Christelle Damman      | Belgique       |           | 14        |        | NC          | NC          |
| 33                                            | Jekaterina Golovatenko | Estonie        | 15        |           |        | NC          | NC          |
| 33                                            | Ingrida Zenkeviciute   | Lituanie       |           | 15        |        | NC          | NC          |
| 35                                            | Zuzana Paurová         | Slovaquie      | 16        |           |        | NC          | NC          |
| 35                                            | Zhao Guona             | Chine          |           | 16        |        | NC          | NC          |
| 37                                            | Linda Pramelius        | Suède          | 17        |           |        | NC          | NC          |
| 37                                            | Choi Hyung-kyung       | Corée du Sud   |           | 17        |        | NC          | NC          |
| 39                                            | Valerija Trifancova    | Lettonie       | 18        |           |        | NC          | NC          |
| 39                                            | Kaja Hanevold          | Norvège        |           | 18        |        | NC          | NC          |
| 41                                            | Rosa Muela             | Espagne        | 19        |           |        | NC          | NC          |
| 41                                            | Ksenija Jastsjenski    | RF Yougoslavie |           | 19        |        | NC          | NC          |
| 43                                            | Madalina Matei         | Roumanie       | 20        |           |        | NC          | NC          |
| 43                                            | Tina Svajger           | Slovénie       |           | 20        |        | NC          | NC          |
| 45                                            | C. Aslihan Aydin       | Turquie        | 21        |           |        | NC          | NC          |

### Couples
| Rang | Nom                                        | Nation      | Points | Prog. court | Prog. libre |
| ---- | ------------------------------------------ | ----------- | ------ | ----------- | ----------- |
| 1    | Maria Petrova / Anton Sikharulidze         | Russie      | 1.5    | 1           | 1           |
| 2    | Danielle Hartsell / Steve Hartsell         | États-Unis  | 3.0    | 2           | 2           |
| 3    | Evgenia Filonenko / Igor Marchenko         | Ukraine     | 5.0    | 4           | 3           |
| 4    | Viktoria Shliakhova / Alexander Maskov     | Russie      | 5.5    | 3           | 4           |
| 5    | Samantha Marchant / Chad Hawse             | Canada      | 8.0    | 6           | 5           |
| 6    | Silvia Dimitrov / Rico Rex                 | Allemagne   | 8.5    | 5           | 6           |
| 7    | Olga Semkina / Andrei Chuvilaev            | Russie      | 11.0   | 8           | 7           |
| 8    | Tetiana Lazarenko / Timur Ogodorov         | Ukraine     | 11.5   | 7           | 8           |
| 9    | Erin Elbe / Jeffrey Weiss                  | États-Unis  | 13.5   | 9           | 9           |
| 10   | Magdalena Sroczyńska / Sławomir Borowiecki | Pologne     | 16.0   | 12          | 10          |
| 11   | Alice Leny / Franck Levier                 | France      | 16.0   | 10          | 11          |
| 12   | Erin Stirling / Ryan Stirling              | Canada      | 18.5   | 11          | 13          |
| 13   | Genevieve Coulombe / Sacha Blanchet        | Canada      | 19.0   | 14          | 12          |
| 14   | Ulrike Gerstl / Bjorn Lobenwein            | Autriche    | 20.0   | 12          | 14          |
| 15   | Yulia Kozlenko / Viacheslav Chily          | Ukraine     | 22.5   | 15          | 15          |
| 16   | Nelli Andreeva / Aleksandr Pimanov         | Ouzbékistan | 24.0   | 16          | 16          |

### Danse sur glace
| Rang                                               | Nom                                      | Nation      | Points | Danse imposée 1 | Danse imposée 2 | Danse originale | Danse libre |
| -------------------------------------------------- | ---------------------------------------- | ----------- | ------ | --------------- | --------------- | --------------- | ----------- |
| 1                                                  | Olga Sharutenko / Dmitri Naumkin         | Russie      | 2.4    | 2               | 2               | 1               | 1           |
| 2                                                  | Stéphanie Guardia / Franck Laporte       | France      | 3.6    | 1               | 1               | 2               | 2           |
| 3                                                  | Iwona Filipowicz / Michał Szumski        | Pologne     | 6.0    | 3               | 3               | 3               | 3           |
| 4                                                  | Isabelle Delobel / Olivier Schoenfelder  | France      | 8.2    | 4               | 5               | 4               | 4           |
| 5                                                  | Amanda Cotroneo / Mark Bradshaw          | Canada      | 10.4   | 6               | 6               | 5               | 5           |
| 6                                                  | Marta Grimaldi / Massimiliano Acquaviva  | Italie      | 13.4   | 4               |                 | 6               | 8           |
| 7                                                  | Ekaterina Davydova / Roman Kostomarov    | Russie      | 14.6   | 8               |                 | 9               | 6           |
| 8                                                  | Marianne Haguenauer / Romain Haguenauer  | France      | 14.6   | 9               |                 | 7               | 7           |
| 9                                                  | Šárka Vondrková / Lukáš Král             | Tchéquie    | 16.8   | 7               |                 | 8               | 9           |
| 10                                                 | Ksenia Smetanenko / Igor Lukanin         | Russie      | 21.0   | 11              |                 | 11              | 10          |
| 11                                                 | Agnieszka Haaza / Marcin Woźniak         | Pologne     | 21.2   | 10              |                 | 10              | 11          |
| 12                                                 | Natalia Gudina / Vitali Kurkudym         | Ukraine     | 24.8   | 13              |                 | 12              | 12          |
| 13                                                 | Olena Pyatash / Andrey Baka              | Ukraine     | 26.6   | 12              |                 | 13              | 14          |
| 14                                                 | Tamara Goldin / Alessandro Tormena       | Italie      | 27.0   | 13              |                 | 14              | 13          |
| 15                                                 | Fany Des Gagné / Jonathan Pankratz       | Canada      | 29.6   | 13              |                 | 15              | 15          |
| 16                                                 | Charlotte Clements / Gary Shortland      | Royaume-Uni | 32.2   | 17              |                 | 16              | 16          |
| 17                                                 | Jessica Joseph / Charles Butler          | États-Unis  | 34.2   | 16              | 16              | 18              | 17          |
| 18                                                 | Angelika Führing / Matus Milko           | Autriche    | 35.4   | 18              | 18              | 17              | 18          |
| 19                                                 | Jolanta Bury / Łukasz Zalewski           | Pologne     | 38.4   | 20              | 20              | 19              | 19          |
| 20                                                 | Krisztina Szabó / Tamás Sári             | Hongrie     | 39.6   | 19              | 19              | 20              | 20          |
| 21                                                 | Stephanie Rauer / Thomas Rauer           | Allemagne   |        | 21              |                 | 21              |             |
| 22                                                 | Akiko Kinoshita / Yosuke Moriwaki        | Japon       |        | 22              |                 | 24              |             |
| 23                                                 | Eliane Hugentobler / Daniel Hugentobler  | Suisse      |        | 24              |                 | 23              |             |
| 24                                                 | Kristina Kalesnik / Aleksander Terentjev | Estonie     |        | 22              |                 | 22              |             |
| Couples de danse éliminés après la danse originale |                                          |             |        |                 |                 |                 |             |
| 25                                                 | Zuzana Babušíková / Marián Mesároš       | Slovaquie   |        | 25              | 25              | 25              | NC          |
| 26                                                 | Olga Slobodova / Dmitriy Belik           | Ouzbékistan |        | 26              | 26              | 26              | NC          |